# 比什莱
比什莱（法語：Buchelay，發音：[byʃlɛ] ⓘ）是法国中北部法兰西岛大区伊夫林省的一个市镇，属于芒特拉若利区。

## 地理
比什莱（48°58'47"N, 1°40'22"E）面积4.94 平方千米，位于法国法蘭西島大區伊夫林省，该省份为法国北部内陆省份，北起瓦兹河谷省，西接厄尔省，西南接厄尔-卢瓦省，东南接埃松省，东临上塞纳省。
与比什莱接壤的市镇（或旧市镇、城区）包括：丰特奈莫瓦森、茹伊莫瓦森、马尼昂维尔、芒特拉若利、芒特城、塞纳河畔罗尼。
比什莱的时区为UTC+01:00、UTC+02:00（夏令时）。

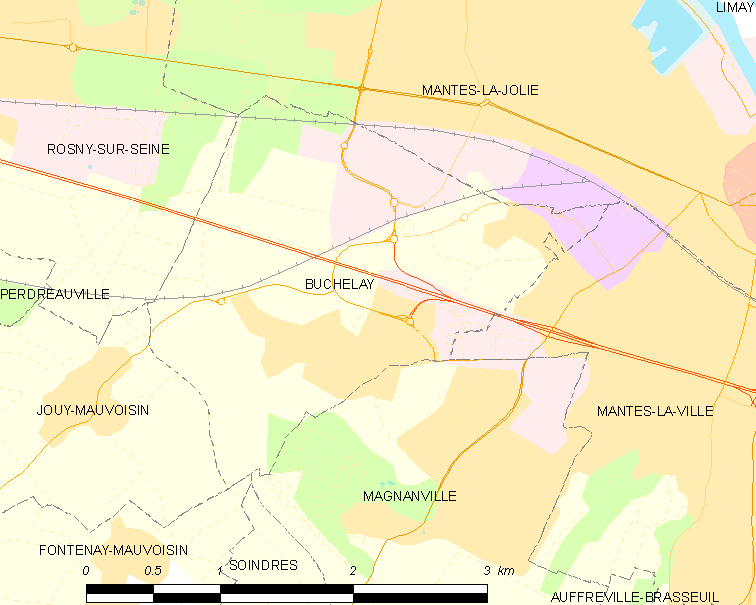
比什莱的OSM定位图

## 行政
比什莱的邮政编码为78200，INSEE市镇编码为78118。

## 政治
比什莱所属的省级选区为芒特拉若利县。

## 人口

1962-2008年间比什莱人口变化图示

比什莱于2022年1月1日时的人口数量为3364人。